# Gavriil Adrianovič Tihov
Gavriil Adrianovič Tihov, beloruski astronom in pionir astrobiologije, * 1. maj 1875, Smolevinski, Belorusija, † 1960, London.

## Življenjepis
Od 1906 do 1941 je Tihov delal kot opazovalec na Pulkovskem observatoriju. Leta 1927 je postal dopisnik Akademije znanosti ZSSR. Po odpravi v Alma-Ato (danes Almati), da bi opazoval Sončev mrk, je ostal tam, in postal eden od ustanoviteljev Kazahstanske akademije znanosti. 
Z izkoriščanjem kromatične aberacije je izumil t. i. »perjasti spektrograf«. Z namestitvijo obročaste opne pred objektiv je opazovalcu omogočil zelo enostavno določitev barve in spektralnega razreda zvezde. Bil je med prvimi, ki so za povečanje kontrasta površinskih podrobnosti na planetih uporabljali barvne filtre.
Leta 1947 je na Kazahstanski akademiji znanosti ustanovil oddelek za »astrobotaniko« ter preučeval rastline, ki živijo v skrajnih razmerah, kot npr. v tundri ali v pamirskih gorah. Verjel je v obstoj vegetacije na Marsu.
V čast Gavriila Adrianoviča Tihova sta poimenovana kraterja na Luni in  Marsu ter asteroid 2251 Tihov.